# Karl Hense (Politiker)

Karl Hense

Karl Hense (* 8. Januar 1871 in Langenthal, Weserbergland; † 3. Februar 1946 in Hamburg) war ein deutscher Gewerkschafter, Politiker und Senator im Hamburger Senat.

## Leben
Nach Besuch der Volksschule machte Hense ab 1885 eine Lehre zum Maurer und Stuckateur. Hense arbeitete in diesem Beruf in den folgenden Jahren und schloss sich dabei auch der Gewerkschaftsbewegung und der SPD an. Ab 1905 war Hense dann ausschließlich gewerkschaftlich tätig, als besoldeter Gewerkschaftssekretär in Hamburg, eine Position, die er bis 1919 innehatte. Ab 1909 wurde Hense zum Vorsitzenden des Gewerkschaftskartells für Groß-Hamburg gewählt und er gehörte dem Parteivorstand der Hamburger SPD an, er war neben Otto Stolten und Berthold Grosse einer der einflussreichsten Personen in der Hamburger SPD. All diese Ämter hatte er bis 1919 inne. Von 1914 bis 1918 nahm Hense am Ersten Weltkrieg teil.

## Novemberrevolution
Als die Novemberrevolution in Kiel ausbrach, bemühte sich Hense am 5. November 1918 den Ausbruch zu verhindern, weil die Gewerkschaften in Hamburg zu diesem Zeitpunkt kein Interesse an revolutionären Veränderungen hatten. Hense konnte in diesem Fall aber nichts erreichen. Es bildete sich ein Arbeiter- und Soldatenrat für Groß-Hamburg unter dem „Roten Diktator“ Dr. Heinrich Laufenberg. Im Januar kam es im Rat zu Spannungen über die politische Ausrichtung. In dessen Verlauf protestierten revolutionäre Werftarbeiter gegen die Politik der SPD und besetzten am 9. Januar 1919 in Hamburg das Gewerkschaftshaus. Am selben Tag ließ Laufenberg die Verbandsbüros der Gewerkschaften besetzen und deren Kasse beschlagnahmen. In den folgenden Tagen demonstrierten, auf Henses Initiative, die der SPD nahestehenden Arbeiter und setzten Neuwahlen des Arbeiter- und Soldatenrates durch. Am 20. Januar musste Laufenberg zurücktreten und Hense wurde zusammen mit Berthold Grosse Vorsitzende des Arbeiter- und Soldatenrates. Hense und Grosse erließen als erste eine neue Wahlordnung für die Bürgerschaft und bereiteten Neuwahlen vor. Hense war damit de facto bis zur Neuwahl der Bürgerschaft und deren konstituierenden Sitzung am 26. März 1919 der Machthaber in Hamburg. Mit einer feierlichen Erklärung übergab Hense am 26. März die politische Macht an die Bürgerschaft zurück.

## Abgeordneter und Senator

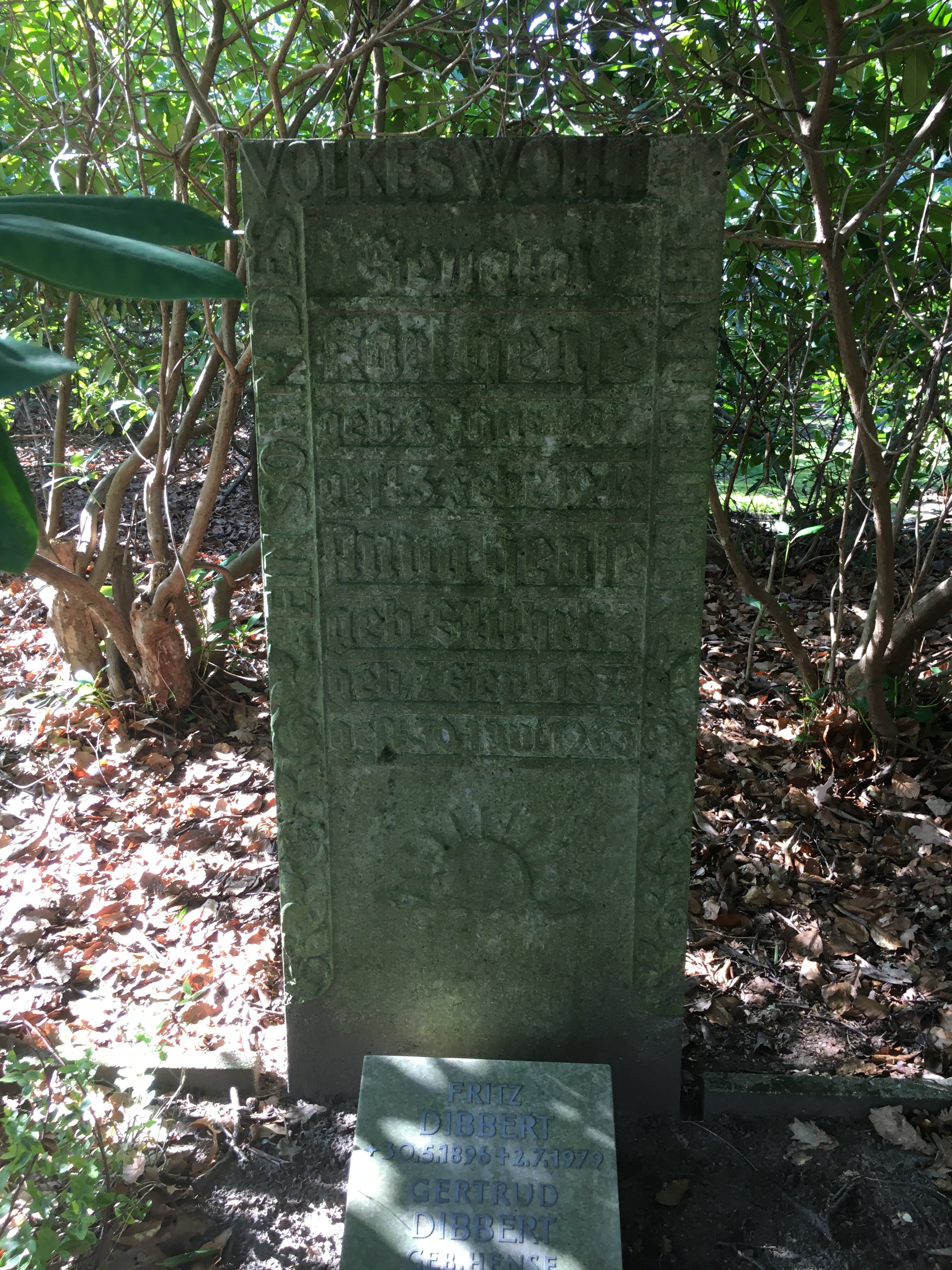
Grabstätte auf dem Friedhof Ohlsdorf

Hense wurde 1909 in die Hamburger Bürgerschaft gewählt, dieser gehörte er bis 1933 an, mit Unterbrechung in der Zeit von 1924 bis 1927. Hense war außerdem gewähltes Mitglied der Weimarer Nationalversammlung von 1919 bis 1920.
Am 28. März 1919 wurde Hense in den Hamburger Senat gewählt, dem er bis zu seinem Rücktritt am 26. Mai 1924 angehörte. Er wurde 1919 in folgenden Senatskommissionen und Kollegien tätig: Gewerberekurssachen und Vereinsangelegenheiten, Kommission für Stadt- und Vorortbahnen, Aufsicht über das Bergwesen, Baudeputation und im Kriegsversorgungsamt. Ab 1920 übte er das Amt des Polizeiherren und damit de facto das Amt das Innensenators aus. In Erinnerung an Hense wurde in Hamburg-Bergstedt der Henseweg nach ihm benannt. 
Beigesetzt wurde Karl Hense auf dem Friedhof Ohlsdorf. Die Grabstätte liegt nahe dem Haupteingang an der Fuhlsbüttler Straße im Planquadrat M 6.